# Temorites similis
Temorites similis är en kräftdjursart som först beskrevs av Tanaka 1965.  Temorites similis ingår i släktet Temorites och familjen Bathypontiidae. Inga underarter finns listade i Catalogue of Life.